# 清水房
清水房（しみずぼう）は、山梨県南巨摩郡身延町身延にある日蓮宗の寺院。身延山久遠寺西谷の塔頭寺院。院号は龍華樹院。

## 歴史
永仁元年（1293年）、日蓮の孫弟子にあたる肥後阿闍梨日像が開創。日像は臨終間際の日蓮から帝都広宣流布を託され、その遺命を達すべく身延山で七日七晩の加護をしたところ満願の日に湧き出した清水を龍華水と呼び建てた坊が起源。その後実教坊、妙福坊、光精坊を合併し現在に至る。

## 伽藍
本堂は、南巨摩郡富士川町青柳町にあった仏堂を移築したもの。

## 参考資料
- 日蓮宗寺院大鑑編集委員会『宗祖第七百遠忌記念出版 日蓮宗寺院大鑑』大本山池上本門寺 (1981年)

## 公式サイト
- 公式ウェブサイト（日本語）

座標: 北緯35度22分58秒 東経138度25分23.7秒 / 北緯35.38278度 東経138.423250度